# Mariä-Verkündigungs-Kirche (Kretinga)

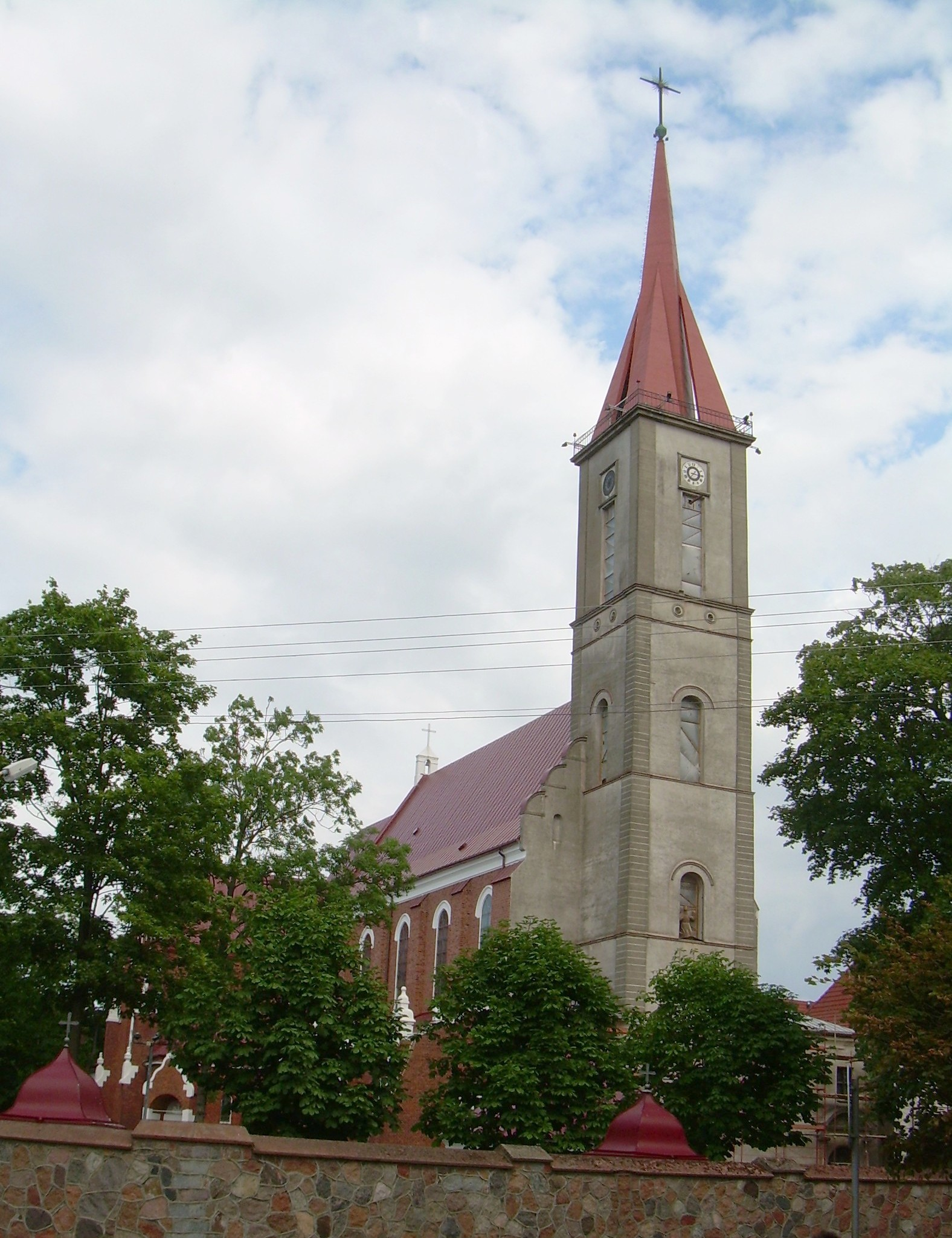
Mariä-Verkündigungs-Kirche (2006)

Die Kirche der Verkündigung der heiligen Jungfrau Maria ist eine römisch-katholische Klosterkirche in Kretinga in Litauen.

## Geschichte

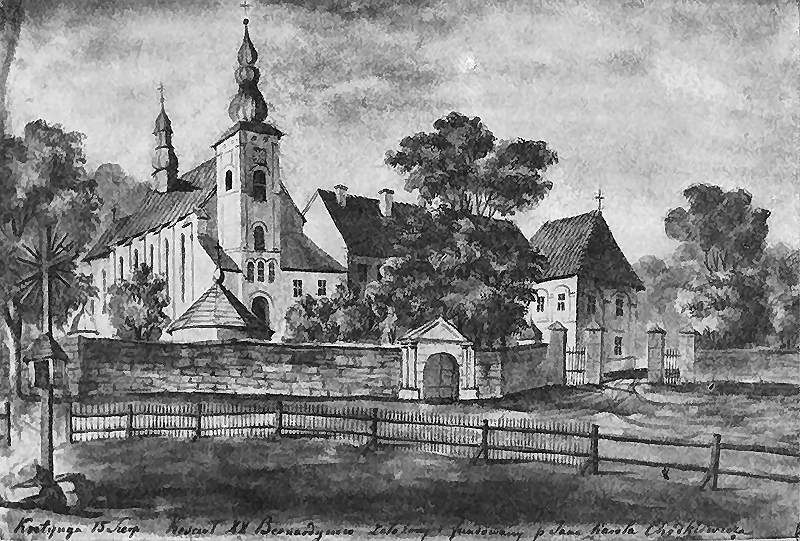
Im 19. Jahrhundert

1602 wurde eine erste Holzkirche in Kretinga erbaut. Von 1605 bis 1610 errichteten die Franziskaner-Observanten (Bernhardiner) ein Kloster. Von 1610 bis 1617 wurde mit Unterstützung des Großhermans von Litauen Jan Karol Chodkiewicz eine Steinkirche errichtet. Es wurden eine Schule und eine Druckerei am Kloster eröffnet. 1659 wurde die Kirche durch Schweden beschädigt. 1680 wurde eine kleine Orgel eingebaut, die bis heute erhalten ist. 1710 wurde die Kirche erneut durch Schweden beschädigt.
Im 19. Jahrhundert wurde das Kloster durch die russische Verwaltung geschlossen. 1907 bis 1912 fanden Umbauarbeiten an der Kirche statt. Nach der Unabhängigkeit Litauens wurde 1919 das Kloster wiedereröffnet. 1941 wurde die Anlage durch Brand zerstört. 1949 wurden die Kirche und das Kloster durch die sowjetische Besatzungsmacht enteignet und 1950 wieder teilweise instand gesetzt.
Im Zuge der Wiedergewinnung der litauischen Unabhängigkeit konnten die Franziskaner 1989 in das Kloster zurückkehren und konnten es 1991 offiziell wieder in Benutzung nehmen.

## Architektur
Die Kirche ist ein einschiffiger Saalbau im spätgotischen Stil. Die Innenausstattung ist im Renaissancestil gestaltet. Über dem Eingangsportal sind Szenen aus dem Leben des heiligen Franziskus dargestellt.